# Roseller Lim
Roseller Lim è una municipalità di quarta classe delle Filippine, situata nella Provincia di Zamboanga Sibugay, nella regione della Penisola di Zamboanga.
Roseller Lim è formata da 26 baranggay:
- Ali Alsree
- Balansag
- Calula
- Casacon
- Don Perfecto
- Gango
- Katipunan
- Kulambugan
- Mabini
- Magsaysay
- Malubal
- New Antique
- New Sagay

- Palmera
- Pres. Roxas
- Remedios
- San Antonio
- San Fernandino
- San Jose
- Santo Rosario
- Siawang
- Silingan
- Surabay
- Taruc
- Tilasan
- Tupilac